# Kloster St. Anna (Riedenburg)

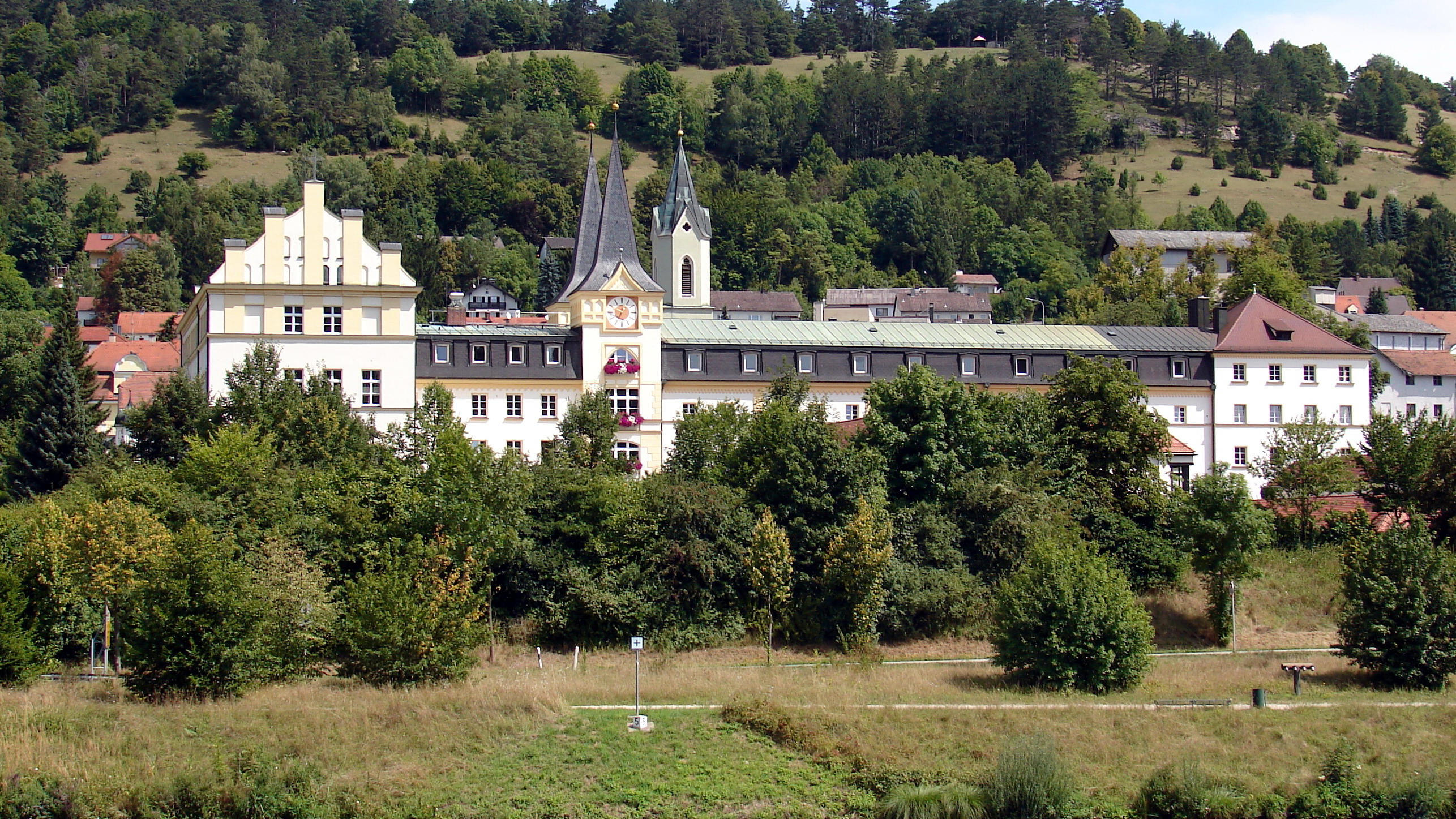
Kloster St. Anna

Das Kloster St. Anna wurde im Oktober 1860 in der niederbayerischen Stadt Riedenburg von der Äbtissin Mater Franziska Wiest zusammen mit vier weiteren Klarissen-Chorfrauen und zwei Laienschwestern gegründet. Sie waren aus dem Kloster St. Klara in Regensburg auf Wunsch der Riedenburger Bürgerschaft in die Stadt gekommen. Dafür wurde 1858/59 südlich der ehemaligen Wallfahrtskirche St. Anna, die noch aus gotischer Zeit stammt, eine Klosteranlage im neugotischen Stil erbaut. Diese Filiale des Regensburger Klosters St. Klara wurde im Jahre 1898 ein selbstständiges Kloster.
Da die Ordensgemeinschaft gegen Ende des 19. Jahrhunderts viele Neueintritte zu verzeichnen hatte, wurde die Klosteranlage im Jahr 1891 vierflügelig ausgebaut und erhielt einen Bau mit Treppengiebel und zwei Türmen mit Spitzhelmen. Zeitgleich wurde auch die Klosterkirche St. Anna erweitert. In den Jahren 1965/66 erfolgte erneut ein Umbau. Aufgrund der Neuregelung der katholischen Orden durch das Zweite Vatikanische Konzil (1965) wurde der Klarissinnenorden im Jahre 1970 dem Franziskanerinnenorden angegliedert. Der offizielle Name der Ordensgemeinschaft lautet seither Franziskanerinnen des Klarissenklosters St. Anna, Riedenburg.
Im Jahr 1926 gehörten dem Kloster 38 Chorfrauen und zwei Laienschwestern an; heute besteht die klösterliche Gemeinschaft nur noch aus acht Nonnen.

## Mädchenrealschule St. Anna

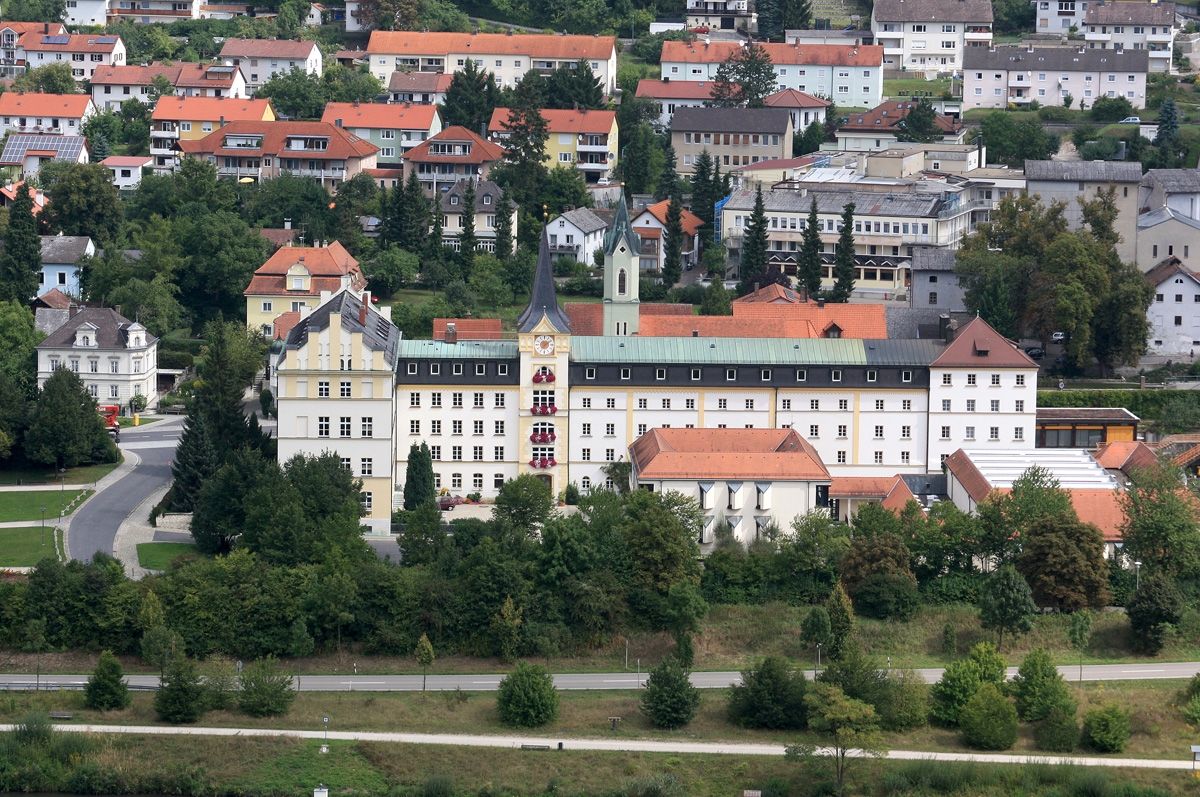
Mädchenrealschule St. Anna

Im Jahre 1860 genehmigte das Kultusministerium die Gründung einer Schule für klösterliche Lehrerinnen. Zusätzlich übernahm der Klarissenorden die örtliche Mädchenschule, den Unterricht erteilten nun drei Ordensschwestern und ein Internat wurde eingerichtet. Die Lehrerinnenbildungsanstalt musste bereits im Jahr 1911 wieder aufgelöst werden, da sie sich als wirtschaftlich unrentabel erwies. Zwei Jahre später errichtete man eine neue Mädchenmittelschule, die von 1916 bis 1938 ein sechsklassiges Lyzeum war. Zusätzlich gab es ab 1934 eine Höhere Haustöchterschule, die eine Vorläuferin der vierstufigen Mittelschule und der heutigen sechsstufigen Realschule war, sowie von 1917 bis 1974 eine Haushaltungschule.
Im Schuljahr 2023/24 hatte die sechsstufige Mädchenrealschule 443 Schülerinnen und 31 Lehrkräfte mit noch einer klösterlichen Lehrerin. 1999 wurde das schuleigene Internat aufgelöst. Zum 1. Januar 2005 wurde die Schule in die neugegründete Schulstiftung der Diözese Regensburg aufgenommen. Als letzte Ordensfrau leitete Mater Beatrix Riegelsberger von 1979 bis 2006 die Schule. Von 2006 bis 2014 war Anna Maria Müller Schulleiterin; seit dem 1. August 2014 ist Christian Fackler Schulleiter.

### Schulprojekte
- Indien-Hilfe: Durch dieses Projekt wird ein Waisenhaus und eine Schule in Madras, Indien, unterstützt, welche den Namen St. Anna tragen.
- Solidaritätsmarsch: Im Oktober jeden Jahres laufen Schülerinnen eine Strecke von etwa 10 km. Für den Solidaritätsmarsch suchen die Schülerinnen vorher Sponsoren, von denen sie pro gelaufenem Kilometer einen ausgehandelten Betrag bekommen. Der Gesamtbetrag des Hungermarsches wird für einen wohltätigen Zweck (meist für das Waisenhaus und die Schule in Indien) gespendet.

### Bekannte Schülerinnen
- Edith Kellnhauser, Professorin an der Katholischen Hochschule Mainz, Fachbereich Pflege

## Klosterkirche St. Anna
Die ursprüngliche Kirche, von der nur noch der gotische, dreiseitig schließende Chor mit Gewölbe erhalten ist, stammt aus dem 14. Jahrhundert und war vor der Klostergründung eine Wallfahrtskirche, in der besonders die heilige Mutter Anna und die Vierzehn Nothelfer besonders verehrt wurden. Davon zeugen noch zahlreiche Votivtafeln auf der Empore. Im Jahr 1735 wurde die Kirche erweitert und erhielt ein stark vergrößertes Langhaus mit holzgetäfelter Flachdecke und rückwärtiger Orgelempore. Seit dem Jahr 1860 dient das Gotteshaus als Klosterkirche St. Anna und wurde 1891 im Zuge eines Klosterausbaus nochmals erweitert. Dabei erhielt sie auch ihren heutigen, dreigeschossigen Turm mit Spitzhelm, der sich in neugotischen Formen präsentiert. Zum Klosterbau existiert ein kurzer Verbindungstrakt, sodass etwa die Hälfte der in der Barockzeit eingefügten Fensterflächen entfallen sind.
Besondere Sehenswürdigkeiten in der Kirche sind das gotische Reliefbild der Vierzehn Nothelfer sowie die Darstellung der Anna selbdritt auf dem Hochaltar, einem gotischen Flügelaltar. Zwei Medaillons, die 1985 von dem österreichischen Künstler Jakob Adlhart angefertigt wurden, sind links und rechts der spitzen Chorbogens angebracht. Das linke Medaillon zeigt die Schutzmantelmadonna, die unter ihrem Mantel auf der einen Seite die Schülerinnen und auf der anderen Seite die Schwestern birgt. Das Pendant auf der rechten Seite stellt die Ordensgründer Franziskus von Assisi und Klara von Assisi dar.